# خلیج اسکندرون

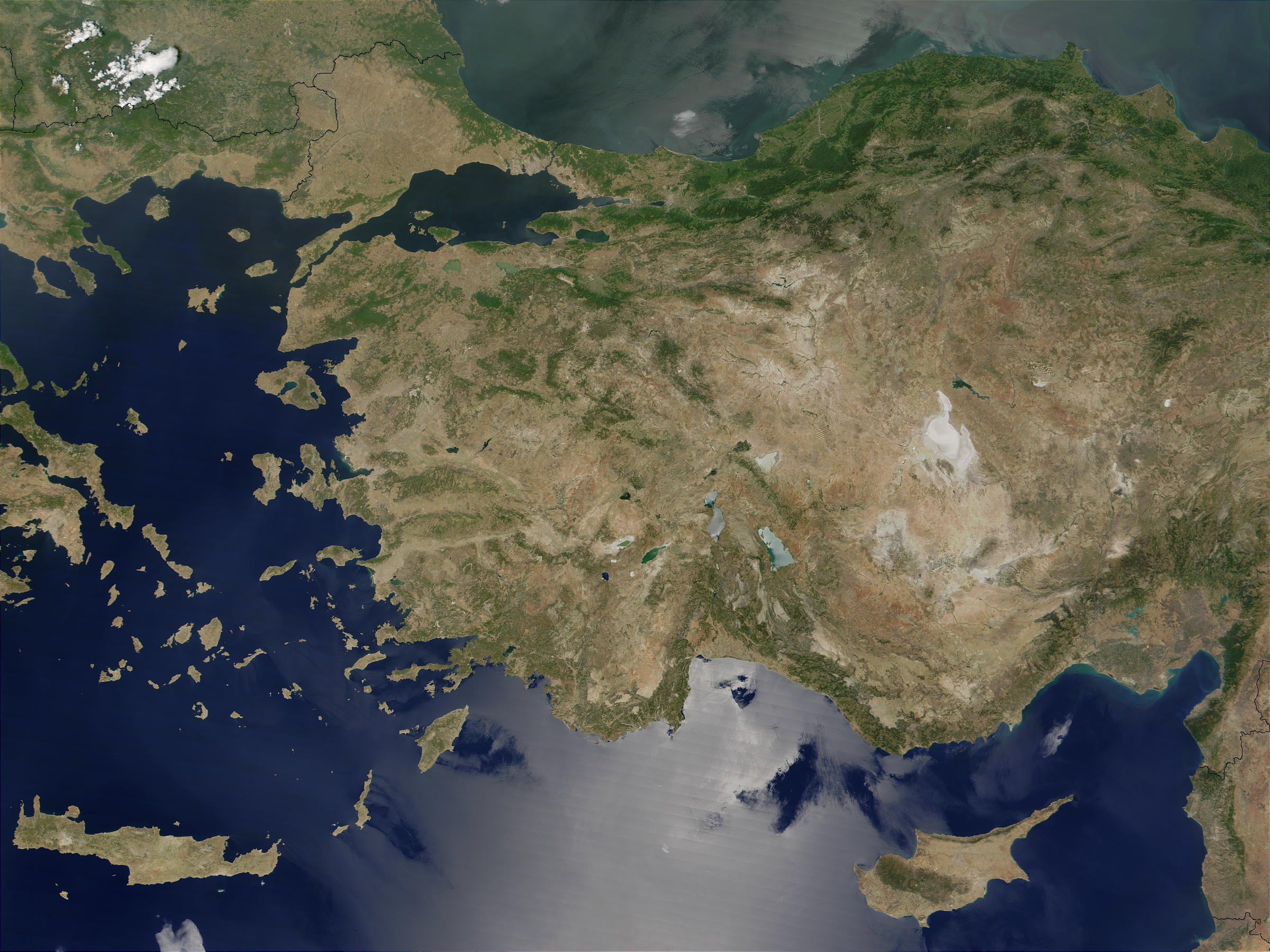
خلیج اسکندرون در شمال‌شرقی دریای مدیترانه قرار دارد که در تصویر به صورت باریکه آبی کوچکی در جنوب ترکیه دیده می‌شود.

خلیج اسکندرون یا خلیج ایسوس خلیج کوچکی می‌باشد که در انتهای شرقی‌ترین قسمت دریای مدیترانه قرار دارد. این خلیج متعلق به ترکیه بوده و در نزدیکی مرز ترکیه و سوریه قرار دارد.